# La Cura

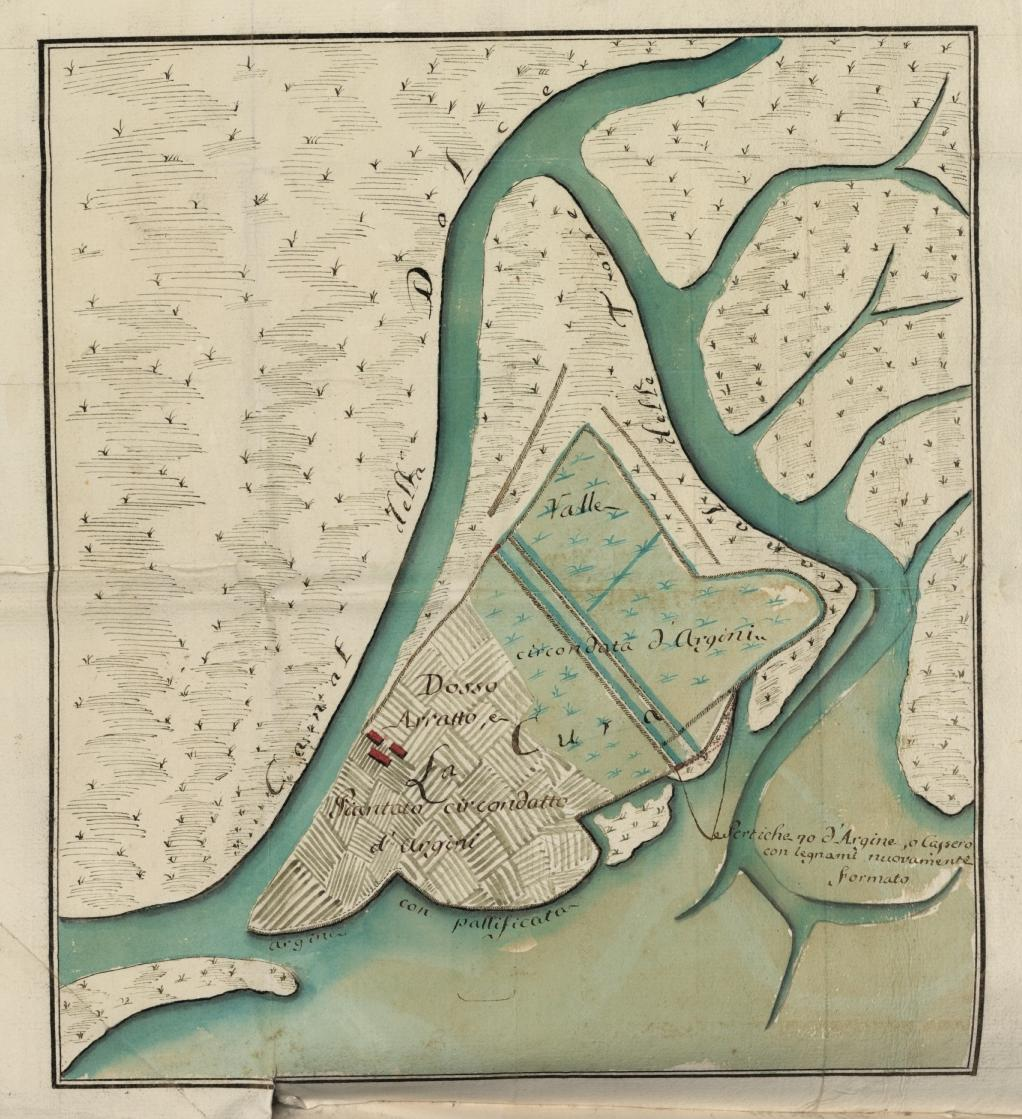
La Cura, Karte von 1771

Bei La Cura handelt es sich um eine kleine, etwa dreieckige Insel in der nördlichen Lagune von Venedig. Sie hat eine Fläche von 0,0813 km² oder etwas mehr als 8 ha und liegt nordöstlich von Torcello.

## Geschichte
Die Insel war Teil der spätantik-frühmittelalterlichen Stadt Costanziaco, genauer von Costanziaco Minore, von der archäologische Untersuchungen Überreste ab dem 7. Jahrhundert zu Tage förderten, aber auch Befunde aus römischer Zeit. Im Westen der Insel fand sich eine römische Öllampe, dazu zahlreiche weitere Überreste der Antike. 
Einige Holzpfähle im Süden der Insel ließen sich in die Zeit zwischen 695 und 935 datieren. An dem flachen Kanal, der von West nach Ost die Insel teilt, fanden sich weitere Pfähle aus der Zeit zwischen 990 und 1150, dazu byzantinische Tonware, tesserae für die Herstellung antiker Mosaike, Amphoren, in Byzanz bearbeitete Marmorblöcke, Tafelgeschirr und Keramik. Archäologisch ließ sich auch das Kloster SS. Giovanni e Paolo im Osten der Insel nachweisen, doch ließen sich keine Grabungen, sondern nur Sondagen durchführen, die auf die entsprechenden Mauerverläufe verwiesen.
Südlich der Insel fanden sich Reste von Pfaden und im Jahr 1978 ein Turm mit einer Fläche von 7 mal 7 m. Am Südrand der Insel fand man im selben Jahr Reste eines Hauses, dessen Wände 50 cm dick waren, und die, was in der Lagune beinahe einmalig ist, partiell noch mehr als einen Meter aufragten. Es handelte sich um die Überreste der Gemeindekirche, die in einem Dokument vom 2. September 1284 beschrieben ist. La Cura beherbergte zwei Kirchen, die den Heiligen Sergio e Bacco (Bakchos und Sergios) und S. Matteo (Matthäus) geweiht waren. 
Mit dem ansteigenden Meeresspiegel wurde der Zentralort nach und nach entvölkert und um 1450 endgültig aufgegeben. Aus den Inseln wurden vielfach sogenannte Valli da Pesca, flache, ständig oder meist unter Wasser liegende Gebiete, die für den Fang von Meerestieren geeignet waren. Auf der Insel entstanden Bauernhäuser und eine Cavana, eine Liege- und Reparaturstelle für Boote.
Noch Mitte des 18. Jahrhunderts bestanden einzelne Höfe auf der Insel, wie aus einer Ansicht von Tommaso Scalfurotto aus dem Jahr 1755 hervorgeht. 1999 war die Insel menschenleer.